# Шо Сасаки
Шо Сасаки (јап. 佐々木 翔; 2. октобар 1989) јапански је фудбалер.

## Каријера
Током каријере је играо за Ventforet Kofu и Санфрече Хирошима.

## Репрезентација
За репрезентацију Јапана дебитовао је 2018. године. За тај тим је одиграо 3 утакмице.

## Статистика
| Јапан  | Јапан   | Јапан  |
| Година | Наступи | Голови |
| ------ | ------- | ------ |
| 2018.  | 3       | 0      |
| Укупно | 3       | 0      |